# Odontria occipitalis
Odontria occipitalis är en skalbaggsart som beskrevs av Thomas Broun 1893. Odontria occipitalis ingår i släktet Odontria och familjen Melolonthidae. Inga underarter finns listade i Catalogue of Life.